# Егоров, Юрий Васильевич
Ю́рий Васи́льевич Его́ров (29 декабря 1932, село Величково Андреапольского района Тверской области — 25 июня 1999, Санкт-Петербург) — советский и российский историк, специалист в области всеобщей истории и истории международных отношений первой половины XX века. Доктор исторических наук (1973), профессор (1975).

## Биография
Родился в семье служащих. Отец — Егоров Василий Михайлович, по слухам, происходил из служивых дворян. Отец покинул семью, когда Юрию Васильевичу не было и трех лет. Мать — Прошкина Елена Федоровна, учительница начальных классов (1905—1994). Всю войну сын с матерью провели в блокадном Ленинграде. Большую роль в жизни мальчика сыграл отчим, Цветков Федор Фролович (1906—1968), участник советско-финской и Второй мировой войн, командир роты. В 1943 году отчим был ранен под Ленинградом (инвалид ВОВ). В последующие годы Федор Фролович посвятил себя преподаванию математики в военных училищах.
В 1951 году Юрий Васильевич окончил 254 среднюю школу Октябрьского р-на с серебряной медалью и поступил на истфак ЛГУ. В 1955 году поступил в аспирантуру Педагогического института им. Покровского (в 1957 г. вошёл в состав ЛГПИ им. А. И. Герцена). В 1960 году защитил кандидатскую диссертацию «Кризис и распад французской системы союзов в Дунайском бассейне (1931—1935)» (ЛГПИ, 1960, научный руководитель — профессор Е. В. Бунаков). Докторская диссертация: «Народный фронт во Франции (1934—1938 гг.)» (1973). Получил звание профессора (1975).
В 1958—1963 гг. преподаватель ЛГПИ им. А. И. Герцена с почасовой оплатой.
1959—1960 гг. библиограф Публичной библиотеки им. Салтыкова-Щедрина (РНБ).
1963—1999 гг. — доцент, профессор кафедры всеобщей истории ЛГПИ (с 1991 года РГПУ) им. А. И. Герцена. В 1971—1973 гг. зав. кафедрой всеобщей истории ЛГПИ им. А. И. Герцена. Как отмечают: «Настоящей „звездой кафедры“ был профессор Юрий Васильевич Егоров, великолепный лектор, один из лучших в стране специалистов по истории Франции и балканских стран».
Одновременно по совместительству профессор кафедры истории Института повышения квалификации преподавателей общественных наук при ЛГУ, профессор Высшей профсоюзной школы. Подготовил 30 кандидатов исторических наук. В их числе В. Н. Ушаков, Л. С. Хейфец, А. М. Захаров, В. М. Кричевский, В. Л. Хейфец, С. В. Кормилицын и другие.
Жена — Лада Валентиновна Серебрякова, филолог; сын — Алексей (род. 1961), врач-психиатр, доктор медицинских наук, профессор.

## Отзывы
Член-корреспондент РАН Р. Ш. Ганелин вспоминал: «Среди петербургских историков Ю. В. Егорову принадлежало особое место. Занимаясь историей Европы новейшего времени, он, как и все его коллеги и друзья, имел свои исследовательские интересы, связанные с изучением конкретно-исторических тем. Главными из них были политическая история Франции начиная с 1930-х гг. и история Югославии. Знание не только западно-, но и восточноевропейских языков делало его историком Европы в самом полном и широком значении этого понятия. Отличительной его чертой как исследователя была склонность к глобально-историческому мышлению. И именно это делало его глубоким и блестящим профессором всеобщей истории».
Катченкова И. С., учительница, выпускница исторического факультета ЛГПИ им. А. И. Герцена 1985 г. вспоминала о Юрии Васильевиче: «Его лекции были праздником <…> Следить за полётом его мысли было захватывающе интересно. <…> Он был лектор, что называется, милостью Божьей. <…> Он старался показать нам мир первой половины XX в. во всей его сложности и полноте. <…> любил и лирические отступления. Цитировал стихи <…> За вычетом магии, это, конечно, ораторский дар, огромная эрудиция, прекрасная память и великое трудолюбие».
Горфункель А. Х., доктор философских наук, друг и коллега Юрия Васильевича: «Юра был блестящим лектором, „лектором божьей милостью“, я мог судить об этом по его подготовке к лекциям: над каждой из них, когда речь шла о многократно читанных курсах, он работал. Дома я иногда заставал его погруженным в занятия, видел его рабочий аппарат, огромный архив с выписками, газетными и журнальными вырезками, рабочую библиотеку».

## Основные работы

### Монографии
- Народный фронт во Франции. Внутриполитическая борьба во Франции 1934—1938 гг. Л., 1972. 290 с.

### Статьи, брошюры и главы в монографиях и учебниках
- Англо-американская буржуазная историография Народного фронта во Франции // Вопросы истории. 1971. № 12. С. 159—164.
- Внешняя политика современной Франции. Л., 1967. 23 с.
- Внутренняя политика современной Франции. Л., 1969. 24 с.
- Генерал де Голль / XX век. Люди и судьбы, Книга для чтения по философии, истории, литературе и искусству. 10—11 классы. СПб, 2001, С. 462—488.
- Франсуа Миттеран / XX век. Люди и судьбы, Книга для чтения по философии, истории, литературе и искусству. 10—11 классы. СПб, 2001, С. 488—509.
- Государственное управление и государственная служба за рубежом: Курс лекций. Гл. 6. СПб.: СЗАГС, 1998.
- Егоров Ю. В., Островский В. П. Заполняя «белые пятна» истории. Л.: Лениздат, 1988. 79 с.
- К вопросу о роли новой России в международных отношениях конца XX в. Доклад на VIII российско-американском семинаре, проводившемся факультетом международных отношений СПбГУ (май 1999 г.) // Россия в контексте мировой истории. Сб. статей. СПб.: Наука, 2002. С. 13-22.
- К вопросу о целях фашистского мятежа 6 февраля 1934 г. во Франции. // Очерки всеобщей истории. Учен. Зап. Т. 307. Л.: ЛГПИ им. А. И. Герцена, 1969. С. 33-49.
- Кому ты опасен историк? // Преподавание истории в современной России. Тенденции и перспективы. Тель-Авив, 1999. С. 22-28.
- Ленинизм и борьба с «левым» экстремизмом в рабочем движении. Л., 1983. 32 с.
- Народный фронт во Франции: некоторые проблемы истории и историографии // Французский ежегодник. 1985. М., 1987. С. 281—303.
- Некоторые проблемы истории Коммунистического Интернационала // Всеобщая история: дискуссии, новые подходы. М., 1989. Вып. 2. С. 47—59.
- Некоторые проблемы Косово // Герценовские чтения. 1999. С. 137—141.
- Россия в контексте мировой политики (1985—1996 гг.) // Вехи российской истории. 2-е изд., доп. и перераб. СПб. : Международный университет семьи и ребёнка имени Рауля Валленберга; Академия гуманитарных наук, 1997. С. 262—314.
- Советская историография Народного фронта во Франции // Французский ежегодник. 1976. М.: Наука, 1978. С. 70—86.
- Фашистские организации во Франции накануне февральских событий 1934 г. // Очерки всеобщей истории. Учен. зап. ЛГПИ. Т. 307. Л.: ЛГПИ, 1969. С. 50-68.
- Французские коммунисты и социалисты во время февральских событий 1934 г. // Проблемы истории рабочего движения и международных отно-шений. Л., 1969. С. 81-115.

### Учебники и методические пособия
- Внутренняя политика Франции в первой половине 80-х годов: левые у власти (1981—1986): Учебное пособие к спецкурсу. Л.: ЛГПИ, 1986. 85 с.
- История. Мир в новое время (1870—1918): Учебник для 10-го класса средней школы. Соавтор и соредактор. СПб.: СМИО пресс, 1997—2002. 540 с.
- История отечества: базовый курс // История отечества. СПб.: РГПУ, 1998. С. 5-24; Там же. Кризис и распад Югославской федерации: программа спец-курса. С. 66-70.
- Практические занятия по новейшей истории зарубежных стран Европы и Америки (1917—1939 гг.). Л.: ЛГПИ, 1985. 33 с.
- Франция в конце 80-х годов. Л.: Ленингр. орг. о-ва «Знание» РСФСР, 1989. 35 с.
- Франция и Алжир. Л.: Ленингр. орг. о-ва «Знание» РСФСР, 1962. 23 с.